# هلگه آولب
هلگه آولب(به آلمانی: Helge Auleb) (زاده ۲۴ مارس ۱۸۸۷ - مرگ ۱۴ مارس ۱۹۶۴) یک ژنرال آلمانی در دوره رایش سوم و از ۱۹ سپتامبر ۱۹۴۰ تا ۱۹ اکتبر ۱۹۴۰ فرمانده لشکر ۲۹۰ پیاده ورماخت بود.